# 打嗝
打嗝（hiccup）在医学上称为呃逆、膈肌痉挛，是由于橫膈膜出现阵发性和痉挛性收缩而引起。如果受到寒冷刺激、饱餐、大笑、吃饭过快和吃了乾/硬的食物后，都可能出现暂时性的呃逆。
“打嗝”一詞常被誤用並與“噯氣”混淆，兩者在本質上有所不同，後者是指氣體經由上消化道伴隨聲響排出體外。

## 缓解办法
以下有數個常被作為家醫療法的作法，並被歸為幾個大類。

### 心理
- 打一个盹
- 吸引打嗝者的注意力（例如：與其閒聊，命其算數學，命其从100倒数到0、冥想和濕吻等。）
- 出其不意地在他們面前打破一个气球或充气纸袋，惊吓他們可以吸引打嗝者的注意力。[6]

### 吞嚥
- 在每次感覺快嗝出來前吞口水壓制，連續三四次成功壓制即可終結打嗝，這期間若保持憋氣效果更佳。
- 吃特殊的食物：如白糖和水，一勺花生酱。
- 用不同的办法喝一杯水（例如，彎著腰喝水。）
- 一口气喝下一勺的醋
- 吃一块冰
- 吃一大口的白米飯
- 吞下一大口水後，立刻小口斷斷續續地吞水，期間不能中斷不能大口呼吸，直到感覺呼吸困難才停止吞水，慢慢平復呼吸
- 使用各种方法大笑。
- 嘴巴張大數秒後閉上，重複作

### 呼吸調節
- 吹一个气球
- 使其打喷嚏
- 深而缓慢地呼吸，用鼻子吸进气，然后用嘴缓慢地呼出
- 吸氣後憋氣，如無效，就喝一口水之後再憋氣，再吐氣，再吸氣
- 倒吸一口氣，吸到極限，吸到不能再吸，然後再瞬間憋氣，憋住30秒。在一口气吐出来。因為打嗝會稍微擴大胸腔，所以當吸氣至極限時胸腔也會擴張到極限，此時打嗝將會消失，非常有效。（附註：吸氣至到咳嗽，馬上會停止打嗝）

#### 增加體內二氧化碳含量
有說打嗝是體內的二氧化碳和氧氣含量不平衡，只要令其再得到平衡，打嗝的情況便會停止。
- 喝汽水有助於提供體內二氧化碳並達到平衡作用
- 方法如蓋住口鼻數秒。（有危險性，不建議）
- 憋氣後喝七口水，也可有效停止。（民俗方法）

## 长期打嗝
美国人查尔斯·奥斯本（Charles Osborne）从1922年到1990年持續打嗝68年，被吉尼斯世界纪录记为世界上打嗝时间最长的人。